# Bató d'Atenes
Bató d'Atenes (en llatí Baton, en grec antic Βάτων, també escrit de manera incorrecta com Βάττος (Plutarc), Βάττων (Suides), Βάθων (Eudòxia)) fou un poeta còmic atenenc de la nova comèdia, que va florir a l'entorn de l'any 280 aC.
Es conserven fragments d'algunes de les seves comèdies:
- Αἰτωλός o Αιτωλοί
- Ευεργέται
- Αυδροφόνος
- Συνεξαπατῶν

Sembla que les seves obres tenien com a finalitat ridiculitzar als filòsofs del seu temps.